# Ostrý (Milešov)

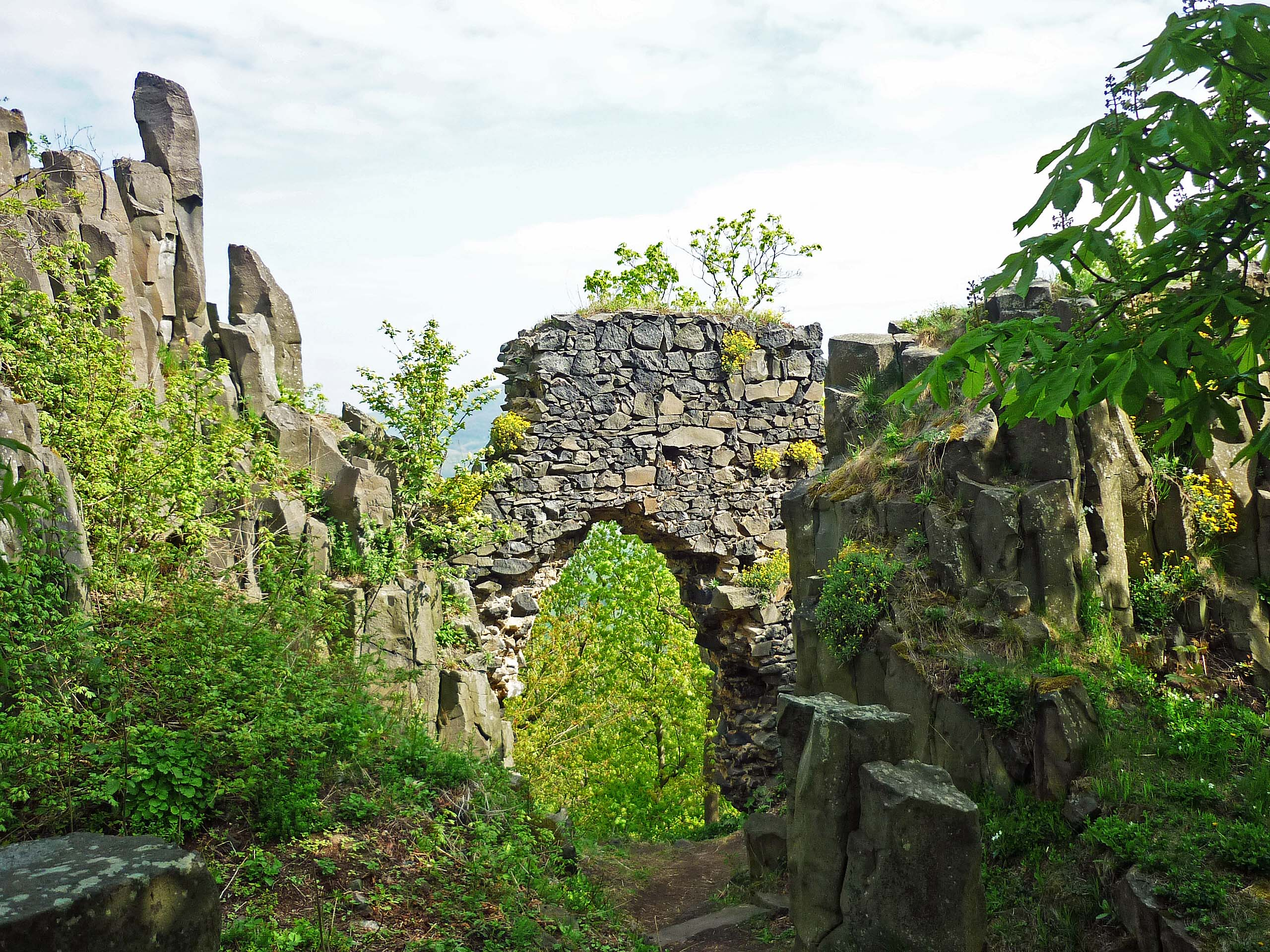
Burgruine Wostrey

Der Ostrý, auch Šarfnštejn (deutsch Scharfenstein, auch Wostrey) ist ein markanter Berg im Böhmischen Mittelgebirge in Tschechien. Auf dem Gipfel des Berges befindet sich die Ruine der mittelalterlichen Burg Ostrý.

## Lage und Umgebung
Der Ostrý befindet sich etwa 8 Kilometer nordwestlich von Lovosice im linkselbischen Böhmischen Mittelgebirge. Am Fuß des Berges befinden sich die Orte Velemín (Wellemin), Milešov (Milleschau) und Kocourov (Kotzauer).

## Geschichte
Die Existenz der Burg Ostrý ist seit 1433 als Besitz der Kaplirz de Sulewicz belegt. Die Burg war nur kurzzeitig bewohnt. Bereits 1535 verließen die Burgherren den Sitz und zogen in die Feste Bílý Újezd. Seit 1565 galt die Burg als wüst.
Der Bergfried, der Palas und große Teile der Mauern wurden im 18. Jahrhundert abgetragen, als die Ruine als Steinbruch genutzt wurde.

## Wege zum Gipfel
Der Berg und die Burg sind auf einem blau markierten Weg von Březno, Milešov oder Kocourov problemlos erreichbar.